# Tam Đa, Phù Cừ
Tam Đa là một xã thuộc huyện Phù Cừ, tỉnh Hưng Yên, Việt Nam.

## Địa lý
Xã Tam Đa nằm ở phía nam huyện Phù Cừ, có vị trí địa lý:
- Phía đông giáp các xã Chi Lăng Nam và xã Hồng Phong thuộc huyện Thanh Miện, tỉnh Hải Dương.
- Phía tây giáp xã Minh Tiến.
- Phía nam giáp xã Nguyên Hòa.
- Phía bắc giáp xã Nhật Quang.

Xã Tam Đa có diện tích 5,57 km², dân số năm 2019 là 4.752 người, mật độ dân số đạt 853 người/km².

## Lịch sử
Năm 1957, chia xã Nguyên Hòa thành hai xã Nguyên Hòa và Hạnh Phúc.
Sau năm 1957, đổi tên xã Hạnh Phúc thành xã Tam Đa.
Ngày 26 tháng 1 năm 1968, tỉnh Hưng Yên hợp nhất với tỉnh Hải Dương thành tỉnh Hải Hưng và xã Tam Đa thuộc huyện Phù Cừ, tỉnh Hải Hưng.
Ngày 11 tháng 3 năm 1977, Hội đồng Chính phủ ban hành Quyết định 58-CP về việc hợp nhất hai huyện Phù Cừ và Tiên Lữ thành huyện Phù Tiên và xã Tam Đa thuộc huyện Phù Tiên, tỉnh Hải Hưng.
Ngày 6 tháng 11 năm 1996, Quốc hội ban hành Nghị quyết về việc chia tỉnh Hải Hưng thành 2 tỉnh Hải Dương và Hưng Yên và xã Tam Đa thuộc huyện Phù Tiên, tỉnh Hưng Yên.
Ngày 24 tháng 2 năm 1997, Chính phủ ban hành Nghị định 17-CP về việc chuyển xã Tam Đa thuộc huyện Phù Tiên về huyện Phù Cừ mới tái lập quản lý.